# Sonatine Éditions
Pour les articles homonymes, voir Sonatine (homonymie).
Sonatine Éditions est une maison d'édition française fondée en 2008. Elle fait partie du groupe Editis.

## Historique
Éditeurs au Cherche midi, François Verdoux et Arnaud Hofmarcher lancent les éditions Sonatine à la mi-janvier 2008,,. Les ouvrages — principalement des romans étrangers, des biographies, des documents, des romans policiers,, des livres de cinéma — sont diffusés et distribués par Interforum. 
Indépendante à ses débuts, Sonatine a été reprise par le groupe Editis en janvier 2014.

## Politique éditoriale
L'éditeur ne publie pas plus de vingt titres par an, ouvre son catalogue à une majorité de nouveaux auteurs encore jamais publiés en France.

## Membres du conseil éditorial
- Arnaud Hofmarcher, directeur littéraire.
- Jean-Pierre Lavoignat, cofondateur des magazines Première et Studio magazine
- Pierre Lescure, ex-patron de Canal +
- Guy Martinolle, financier du projet

## Catalogue

### Premiers titres publiés
- Joueur-né, une biographie du joueur de poker Stu Ungar par Jérôme Schmidt
- Un sur deux, roman de Steve Mosby
- Toujours L.A., roman de l’Américain Bruce Wagner
- Mon histoire vraie (la méditation du poisson) de David Lynch
- Junket ou les tribulations de Juliette à Hollywood, roman de Juliette Michaud
- Mesrine. Trente ans de cavale au cinéma de Jean-Pierre Lavoignat et Christophe d’Yvoire
- Al Pacino par Al Pacino

### Titres et auteurs phares
- La Fille du train de Paula Hawkins (plus d'un million d'exemplaires vendus en France)[10]
- Le Livre sans nom, Anonyme
- La Religion de Tim Willocks
- Tout est sous contrôle de Hugh Laurie
- Seul le silence de R. J. Ellory
- Au-delà du mal de Shane Stevens
- Un employé modèle de Paul Cleave
- Avant d'aller dormir de Steve Watson
- En mémoire de la forêt de Charles T.Powers
- Transes de Christopher Sorrentino